# Juliette Gréco
Juliette Gréco (Montpellier, 7. veljače 1927. – Pariz, 23. rujna 2020.) francuska šansonijerka i glumica.

## Životopis
Rodila se je u Montpellieru. Odrasla je u blizini Bordeauxa kod djeda i bake nakon rastave svojih roditelja. Poslije rata Nakon rata, nije imala ni 20 godina, a zadivila je svojom ljepotom intelektualce i umjetnike četvrti Saint-Germain-des-Prés u Parizu. Vodila je večere u mitskom kabareu "Le Tabou". Prijateljevala s Marguerite Duras, Jean-Paulom Sartreom, Simone de Beauvoir i inima.
Kao glumica debitirala je u Parizu 1943. u Le Soulier de satin P. Claudela, pridružila se egzistencijalistima, a šansonijersku karijeru započela šansonom Les blancs manteaux (na tekst J. P. Sartrea). Ugled jedne od najboljih francuskih pjevačica stekla je potkraj 1940-ih u klubu St. Germain. Najčešće je izvodila šansone na stihove Apollinairea, Laforqua, Préverta i Francoise Sagan.
Od 1966. – 1977. bila je u braku s francuskim glumcem Michelom Piccolijem. Iz prvog braka s Philippeom Lemaireom ima kći Laurence Marie. Tijekom jednog nastupa Gréco je 2001. doživjela infarkt na pozornici. Živila je u blizini Pariza. Od 2004. ponovno je nastupala u zemlji i inozemstvu.
Oproštajna joj je turneja bila na proljeće 2015. te je na pozornici proslavila svoj 89. rođendan. 2016. godine pretrpjela je moždani udar. Iste je godine ostala bez kćeri jedinice Laurence-Marie.
1982. objavljena je njezina autobiografija pod nazivom Jujube.

## Filmovi
- Orfej, režija Jean Cocteau (1950.)
- Dobar dan, tugo (Bonjour tristesse), režija Otto Premineger (1958.)
- The Roots of Heaven, režija John Houston (1958.)
- Maléfices, režija Henri Decoin (1962.)
- Jedermanns Fest s Klaus Maria Brandauerom, režija Fritz Lehner (1996.)
- Belphégor, le fantôme du Louvre (2001.)

## Šansone
- Si tu t'imagines
- Parlez-moi d'amour
- Paris Canaille
- Accordéon